# 東港市
東港市（とうこう-し）は中華人民共和国遼寧省丹東市に位置する県級市。
稲作、漁業などが主産業であるが近年は各種工場も進出している。鴨緑江の河口の北朝鮮との国境に大東港があり、日本などからの貨物船が入港する。

## 地理
東港市は遼寧省南東部に、丹東市中心より45kmに位置する。南は黄海に臨み、北は鳳城市・岫巖満族自治県、西は荘河市、北東は丹東市振安区、東は鴨緑江をはさんで、北朝鮮平安北道薪島郡に接する。

## 歴史
1876年（光緒2年）、清朝により設置された安東県を前身とする。1965年に東溝県と改称、1994年に県級市に昇格し東港市と改編され現在に至る。

## 行政区画
3街道弁事処、14鎮、1民族郷を管轄する。
- 街道弁事所：大東街道、新興街道、新城街道
- 鎮：孤山鎮、前陽鎮、長安鎮、十字街鎮、長山鎮、北井子鎮、椅圏鎮、黄土坎鎮、馬家店鎮、竜王廟鎮、菩薩廟鎮、小甸子鎮、黒溝鎮、新農鎮
- 民族郷：ホロイ・マンジュ・イルゲテニ・ニル（horo-i manju irgeten i niru、合隆満族郷）

## 観光
- 大孤山風景名勝区
- 大孤山古建築群
- 鹿島風景区（大鹿島）

## 交通

### 鉄道
- 中国国家鉄路集団
  - 丹大都市間鉄道

（大連方面）- 大孤山駅 - 北井子駅 - 東港北駅 -（丹東方面）

### 道路
丹大高速道路が大連と丹東を結ぶ。高速バスも運行している。大孤山服務区（サービスエリア）がある。
- 高速道路
  - 鶴大高速道路（丹大高速道路）
  - 丹錫高速道路
  - S33 大東港疎港高速道路
- 国道
  - G201国道